# Valeille (valle)
La Valeille (pron. fr. AFI: [valɛj]) è una valle secondaria della val di Cogne.

## Collocazione
L'alta val di Cogne si suddivide in alcuni valloni: verso sud, la Valnontey, che porta alle pendici del Gran Paradiso, verso nord, il vallone di Grauson, con l'omonima punta, verso est si trovano invece il vallone dell'Urtier e la Valeille. Queste ultime due valli si dividono all'altezza di Lillaz.

## Descrizione
Il vallone inizia a Lillaz, frazione di Cogne, dove la val di Cogne si divide nella Valeille e nel vallone dell'Urtier.